# Марко Араторе
Марко Араторе (нім. Marco Aratore; нар. 4 червня 1991, Базель) — швейцарський футболіст, півзахисник клубу «Лугано».

## Клубна кар'єра
Народився 4 червня 1991 року в місті Базель. Вихованець футбольної школи клубу «Базель». З 2008 року став залучатися до матчів основної команди, але не зміг пробитися до складу через високу конкуренцію і в підсумку зіграв лише 6 матчів за «Базель», 4 з яких в Лізі Європи, а 2 — в Кубку Швейцарії. Більшу ж частину часу гравець виступав за фарм-клуб «Базеля» в третьому дивізіоні, а також на правах оренди за клуби Челлендж-ліги «Тун», «Арау» та «Вінтертур».
Після закінчення оренди в «Вінтертурі» підписав повноцінний контракт з командою і виступав за неї протягом одного сезону, після чого влітку 2014 року, перейшов в клуб Суперліги «Санкт-Галлен». Дебют гравця у вищій лізі відбувся 19 липня 2014 року в матчі з «Янг Бойзом», в якому він вийшов на заміну на 80-й хвилині замість Джеффрі Трінда. Всього провів за команду 131 матч в чемпіонаті Швейцарії.
13 серпня 2018 року підписав контракт з клубом російської Прем'єр-ліги «Урал». 19 серпня того ж року дебютував у Прем'єр-лізі, вийшовши у стартовому складі на матч 4-го туру проти «Зеніту». Зігравши за сезон 19 ігор у чемпіонаті, 10 липня 2019 року він на правах оренди повернувся в Швейцарію, ставши гравцем «Лугано». Станом на 21 липня 2019 року відіграв за команду з Лугано 13 матчів у національному чемпіонаті.

## Виступи за збірні
2006 року дебютував у складі юнацької збірної Швейцарії (U-16). Загалом на юнацькому рівні взяв участь у 47 іграх, відзначившись 9 забитими голами.